# Никитское (Калязинский район)
Ники́тское — деревня в Калязинском районе Тверской области, входит в состав Алфёровского сельского поселения.

## География
Деревня находится на правом берегу Волги в 5 км на запад от райцентра города Калязина. 

## История
В книге «Описи древ. грам. ... Колязина монастыря» под № 46 значилась «Променная князя Юрия Ивановича с Колязиным монастырем деревнями: Исаково и Федюшено на монаст. деревни Смертино и Никитское, 1520 г.».
В 1785 году в селе была построена каменная Казанская церковь с 3 престолами, метрические книги с 1780 года.
В конце XIX — начале XX века село входило в состав Степановской волости Калязинского уезда Тверской губернии. 
С 1929 года деревня входила в состав Дымовского сельсовета Калязинского района Кимрского округа Московской области, с 1935 года — в составе Калининской области, с 1994 года — в составе Дымовского сельского округа, с 2005 года — в составе Алфёровского сельского поселения.

## Население
| 1859 | 1888 | 2002 | 2008 | 2010 |
| ---- | ---- | ---- | ---- | ---- |
| 150  | ↗181 | ↘47  | ↘33  | ↘16  |

## Достопримечательности
- Часовня[7], заменяющая церковь, снесенную в XVIII веке. На месте церкви стоит деревянный крест, упоминается что в 1775 году её снесли;
- Памятник А.С.Пушкину, заезжавшему изредка в село. «1-е воскресение июня Пушкинский праздник в с. Никитском» — пишут в Калязине. За памятником — развилка дорог на Кашин и Калязин;
- Никитское кладбище, не признанное сейчас официальным, но уже ставят ограждения и ворота, значит скоро кладбище станет официальным. Кладбище появилось ещё при царях.